# Léonie La Fontaine
Léonie La Fontaine (1857 – 1949) è stata un'attivista belga.
È ricordata per essere stata una dei fondatori della Ligue belge du droit des femmes e ne divenne tesoriere dal 1892 al 1894.

## Biografia
Meno conosciuta al grande pubblico di suo fratello Henri La Fontaine, fu femminista e pacifista impegnata nella scena internazionale, consacrò la sua vita a queste due lotte attraverso la Ligue belge du droit des femmes, il Conseil national de Femmes belges e successivamente la Women's International League for Peace and Freedom.
Molto vicina al progetto del Mundaneum, iniziato da Paul Otlet e dal fratello Henri La Fontaine, nel 1909 fondò l'Office central de documentation féminine. Per la Ligue, organizzò una biblioteca per facilitare l'orientamento delle ragazze nelle loro scelte professionali. Le sue lotte non si allontanarono mai dalla documentazione. È per questa ragione che, dopo la sua morte, una consistente documentazione sul tema del femminismo fa la sua apparizione nelle collezioni del Mundaneum.

## Origini del suo impegno
L'impegno di questa personalità fuori dal comune si focalizza intorno a due tematiche principali e complementari: la difesa della donna e la realizzazione della pace universale. L'influenza dell'ambiente famigliare aiuta a comprendere il cammino intellettuale di questa femminista belga già dall'inizio. Sua madre, Louise Philips, aveva coscienza del suo valore, anche se donna, in una società conservatrice poco aperta al rimettere in gioco i propri schemi tradizionali. La donna del focolare costituisce l'asse principale. Avida di progresso e cambiamento, questa donna non si conforma. Molto acculturata, organizza presso casa sua un salone di discussione. I suoi figli, Henri e Léonie, si aprono allora alle idee progressiste. Al momento della sua morte, nel 1899, la Ligue, il primo organo del femminismo belga, le rende omaggio..

## La questione Marie Popelin
Il femminismo si struttura in Belgio attorno a una questione che scandalizza l'opinione pubblica belga progressista. Si tratta della questione Marie Popelin. Popeline termina i suoi studi di diritto all'università di Bruxelles nel 1888 e desidera proseguire nel campo dell'avvocatura.
Il procuratore generale Van Schoor, tuttavia, dichiara:
Da allora, la questione diventa estremamente popolare nei quotidiani belgi. Marie Popelin contribuisce, notevolmente, con degli articoli sull'Indépendance Belge. Con Louis Franck, specializzato nella questione dei diritti delle donne, crea la Ligue belge du droit des femmes nel 1892. 
Quest'associazione riunisce uomini e donne convinti della necessità di estendere i diritti delle donne in Belgio. Questa struttura sviluppa le sue attività intorno a delle conferenze e ad un periodico. Dalla sua creazione, Léonie La Fontaine presiede la sezione beneficenza e diventando tesoriere a partire dal 1902. Fa esperienze sul campo per cercare di modificare la mentalità del tempo. Scrive agli industriali per incitarli ad assumere donne, ritenendo che l'emancipazione passa attraverso l'indipendenza economica e l'integrazione nel mondo del lavoro. I risultati ottenuti sono pochi ma quest'esperienza le permette di scontrarsi con l'ostilità che la donna incontra nell'uscire dal suo focolare. Riesce e mettere in piedi una cassa di pensionamento per le domestiche. È da sottolineare l'influenza di suo fratello Henri La Fontaine. Educati sotto lo stesso tetto, continuano a vivere insieme fino alla morte della madre nel 1899. Condividono gli stessi gusti e le stesse idee. Sotto la sua influenza, Léonie orienta la sua azione verso il pacifismo. Questa convinzione non la lascerà più.

## Esperienza politica
Il periodo del dopo guerra costituisce un momento chiave per le donne. Hanno fornito uno contributo notevole nel territorio belga. Tuttavia, non ottengono il suffragio a parte qualche eccezione: le donne che hanno dato prove di eroismo, le vedove dei soldati e le madri dei soldati.
Però, le donne diventano eleggibili a tutti i livelli per le elezioni del 1921. Fanno anche la loro entrata alla Camera (Lucia Dejardin, Isabelle Blume e Alice Degeer-Adère) e al Senato (Marie Spaak-Janson). Una parte tenta di strutturarsi intorno alle rivendicazioni femministe, le Parti Général des Femmes Belges, animato da Marie Parent e Léonie La Fontaine. Il suo programma si basa su cinque assi: la lotta contro l'alcolismo, la dissolutezza, la guerra e l'ignoranza, la protezione della madre e del bambino. Tuttavia, avrà una durata di vita molto effimera. Non si ritrovano alle elezioni dell'anno successivo.

## Dediche e Riconoscimenti
L'Università delle Donne (Université des Femmes), associazione francofona per la promozione degli studi di genere in Belgio ha chiamato la sua biblioteca Bibliothèque Léonie La Fontaine in suo onore..